# آدیوونت
آدیوونت (به انگلیسی: Audiovent) یک گروه آلترنتیو راک آمریکایی بود که در سال ۱۹۹۳ در کالاباساس کالیفرنیا با نام اولیهٔ Vent پایه‌گذاری شد. اعضای اولیهٔ گروه جیسن بوید (آواز)، بنجامین اینزیگر (گیتار)، پال فرید (گیتارباس) و جمین ویلکاکس (درامز) بودند که تحت تاثیر فراگیر شدن آلترنتیو راک در سال‌های آغازین دههٔ ۱۹۹۰ آن را بنیان گذاشتند.
تنها آلبوم استودیویی آن‌ها به‌نام شوالیه‌های سکسی کثیف در پاریس در سال ۲۰۰۲ و با لیبل آتلانتیک منتشر شد.
۳ تن از اعضای آدیوونت با اعضای گروه راک اینکیوبوس پیوند فامیلی دارند. جیسن بوید برادر خوانندهٔ اینکیوبیوس برندن بوید است، بنجامین اینزیگر برادر گیتاریست اینکیوبیوس مایک اینزیگر است و پال فرید برادرخواندهٔ آن‌ها است.